# ピンキー青木
ピンキー青木（ぴんきーあおき、本名：青木悟、1961年4月16日 - 2024年）は、日本のロック歌手。ザ・ファントムギフトのリードボーカルを務めていたことで知られる。大の愛猫家である。

## 経歴

### 幼少時代
1974年、THE DOORSの1st.アルバム「ハートに火をつけて」を聴き、強烈な感銘を受ける。
1975年、中学2年の頃に贈られた初めて手にしたフォークギターに、エレキギターの弦を張ってLED ZEPPELINとかJimi Hendrix(この頃はタブ譜もなかった)を耳コピー。
1977年、愛知県立豊橋東高等学校入学。高校1年の春にフェルナンデスのストラトキャスターを入手。園子温らとアマチュアロックバンド結成。当時のレパートリーはストラングラーズや頭脳警察のコピーが目立つ。アルチュール・ランボー、ボードレール、中原中也、小林秀雄、太宰治、ジャックスなどに多大な影響を受ける。
1981年、大学2年の9月に、バイト先でナポレオン山岸と知り合う。その後チャーリー森田を誘い、ナポレオン山岸が弟のケンを連れてる。ナポレオン山岸のアイデアで、バンド名を「ズルムケ」とか「青木悟と母屋解体」と考案。

### ザ・ファントムギフト時代
1982年、福生市、米軍横田基地にて、リードギターとしてバンド参加。
1983年、ザ・ファントムギフトを結成。ボーカル、作詞作曲を担当した。＊初期メンバー（ピンキー、森田、山岸兄弟）その後、山岸ケン(弟)が大学受験でバンドを辞めてサリー久保田が加入。ネオGSブームの牽引役として、後世のバンドに多方面に渡り多大な影響を及ぼす。尚、ピンキー青木及びザ・ファントムギフトに感銘を受けたミュージシャン及び音楽評論家として、以下が代表的である。
- 草野マサムネ（スピッツ）いわく、「80年代後半、僕は田舎から上京したてのビートパンク少年（照）だったから、ファントムギフトは聴かず嫌いで、ちょっと遅れてハマったんですよ。ポップなのにどこか異形で、発酵食品のような癖になる音楽。早く聴いときゃ良かったと後悔したもんです。今夜はこれ聴きながら部屋で一人で体揺すろうと思います。」[3]

- 馬場育三（Dragon Ash）いわく、「若さゆえ過ちは、時として美しい。愛と憎しみの果て、全てを許せる旋律と祈りが鳴り響く日々の中僕は魔法のタンバリンを叩くのです。」

- 大貫憲章いわく、「いうまでもなくファントムギフトはまさにKINGと言うに相応しい存在で、オリジナルGSを十分に知る僕にも納得のいくレトロフューチャーで、パノラマチックな独自の世界を見せてくれた。このアルバムからもそういうオーラが滲み出ているのをあなたも体感するのだ。」[3]

1986年、多摩美術大学美術学部芸術学科卒業。在学中、太宰治研究者である奥野健男の薫陶を受ける。
1989年、ザ・ファントムギフト脱退。

### THE CRAZY LOVE MACHINE時代
1990年、後にDragon Ashに加入する馬場育三らとPinky & The Crazy Love Machine(後にTHE CRAZY LOVE MACHINEと改名)を結成、1991年VIVID SOUNDよりアルバム『PINKY & THE CRAZY LOVE MACHINE』をリリース。
パンタ（頭脳警察）いわく、「ピンキーこと青木君とは古い付き合いになるが、当時、ネオGSの仕掛け人、先駆けとしての彼にはとても興味を覚えた物だ。その彼がニューグループとして戻ってきた。驚く無かれ、そのサウンドは黒のポップス、赤の叫び、群棲の激しい雄たけびの中のジャックスといったものだった。彼にとってはまだまだ新しい試みは尽きないのかもしれないが、とりあえず、その変身ぶりは、俺を驚愕のCHAOSの中へ招待してくれた！」という。

### ソロ活動
1992年、Pink Boxよりソロ・アルバム『Pinky/Punk Alone』リリース。
1995年、自らのレーベル「Psych Up Records」設立。
1996年、米国カリフォルニア州サン・フランシスコにて海外では初のライヴ・コンサートに出演。バックのメンバーはThe MummiesのDrums：Russell Quan、The Phantom SurfersのBass：Michael Lucas。
1997年、米国カリフォルニア州パロアルト出身のガールズバンド、The Donnasの日本コンサート・ツアー企画、興行を主催。まだ、本国では無名だったThe Donnasの存在を世界に先駆け日本でブレイクさせる。後にアトランティック・レコードよりメジャー・デビュー。
2000年、ガレージパンクバンド、LA MONSTER VIOLENTAのリード・シンガーとして"Jenny The Deceiver"　"Rock'n'Roll Bitch"　"Che! CHe! Che!"3 tracks 7"EP(アナログ)をリリース。
2001年、米国のラジオ番組、WFMUにLA MONSTER VIOLENTAのPinky Aokiとして単独生出演。
2004年、米マサチューセッツ州ブライトンに移住。現地にて音楽活動を開始するが病気療養のため、2006年帰国。
2007年、1991-2007年までの未発表音源集、馬場育三(Bass)、長谷川陽平(Guitar)、藤掛正隆(Drums)在籍時代のTHE CRAZY LOVE MACHINEの未発表曲集、ピンキー青木 & K.N.R.S.、Pinky Aoki & FIRE ENGINE、LA MONSTER VIOLENTAの未発表曲、未発表テイクも含むソロアルバム『Unknown Goldmine』リリース。パンタ（頭脳警察）、Baki（GASTANK、MOSQUITO SPIRAL）、秋山勝彦（元P-MODEL）がゲスト参加。

### PRM
2011年、名古屋の某有名パンクバンドに在籍経験を持つMiki fresh、名古屋の某ゴシックバンドに在籍していたRyoと共に、PRMを結成。精力的なバンド活動を再開。
2015年6月12日、6月14日、ニューヨーク・ブルックリンでソロ・ライヴを決行。
2024年に死去。62歳没。

## 人物
- 前述の通り愛猫家であり、現在はアビシニアンとスコティッシュフォールドの2匹の猫を飼っている。
- お笑い、プロレス好きであり、お笑いに関しては特にビートたけしの大ファンである。多摩美術大学の卒業論文も、「ビートたけし論」だった。ツービート時代のビートたけしからもらったサインと、一緒に撮った写真は今でも宝物にしている。プロレスに関しては全日本プロレス派であり、ルー・テーズ、ジャイアント馬場、三沢光晴ファンである。
- 車にも愛着があり、今までに乗り継いでいる車種は全て左ハンドル。メルセデス280E→メルセデス'72 350SL→ダッジ・デイトナ・クーペ→アルファロメオ164→シヴォレー・カマロ前モデル→現行(2013ヨーロッパ仕様)シヴォレー・カマロ→BMW Z4 S Drive 35 is(左ハンドル、ディーラー車)→Porsche718Caymanである。
- 英語は堪能であり、それらは全て米軍横田基地で身につけた物である。基地では「今まで勉強してきた英語は何だったんだろう」と愕然とした。
- THE CRAZY LOVE MACHINE結成当時、bassは馬場育三ではなかったが、雑誌のメンバー募集で馬場はピンキー青木にビデオ・写真・テープを送る。それを聴いたピンキー青木は、「こりゃすげぇ！」と驚愕し、当時のbassを解雇、馬場を正式メンバーとして迎え入れた。馬場は高校時代、ザ・ファントムギフトのコピーバンドをやっていた。

## 出演
TV
- 日本テレビ系列 11PM
- フジテレビ系列 冗談画報
- TVK系列 ファンキートマト

CM
- NTTカードソリューション
- 関東電気保安協会

その他多数

## ディスコグラフィー
- PINKY&THE CRAZY LOVE MACHINE（1991年 VIVID SOUND）10 tracks CDアルバム
- PUNK ALONE/PINKY（1992年 pink box）13 tracks CDアルバム
- Jenny The Deceiver/LA MONSTER VIOLENTA（2000年 オフィシャルブート・オーストラリア盤）3 tracks 7"EP（アナログオンリー）
- UNKNOWN GOLDMINE/ピンキー青木（2007年 psych up records）17 tracks CDアルバム

## 楽曲提供(作詞)
- ちわきまゆみ・遊星少女フィオラ（1987年 東芝EMI）

## 関連事項
- ザ・ファントムギフト
- "Attack Of The Terrible Boots"research and cordination
- ネオGS
- THE CRAZY LOVE MACHINE
- ドアーズ
- ジャックス
- 頭脳警察
- 村八分
- 週刊FM - 1987年夏頃に特集記事が組まれた事が有る。